# Peripatus
Peripatus is een geslacht van de fluweelwormen (Onychophora), dat tot de levende fossielen wordt gerekend omdat het al ongeveer 570 miljoen jaar ongewijzigd is gebleven. Peripatus komt in de tropische regenwouden van verschillende landen voor, waaronder Nieuw-Zeeland en Costa Rica.
Peripatus is een nachtelijk roofdier dat zich overdag verstopt onder bladeren en stenen, maar 's nachts op jacht gaat. Het komt aan voedsel door zijn prooi (meestal kleine insecten) in een witte, plakkerige vloeistof te vangen die hij vanuit twee sprieten bij zijn hoofd afschiet. Deze kan hij zeker 50 centimeter ver schieten. Bij blootstelling aan de lucht hardt de vloeistof uit en zit de prooi vast. Daarna kauwt de Peripatus met zijn onafhankelijk van elkaar bewegende kaken een gat in het uitwendige skelet van zijn prooi. Hierdoor spuit hij spijsverteringsenzymen naar binnen, waarna hij de verteerde inhoud van de prooi opslorpt.
Hij heeft en cilindervormig lichaam met wel 17 paar poten. Hij beweegt zich voort als een rups waarbij zijn lichaam afwisselend wordt samengetrokken en gestrekt.

## Soorten
De volgende soorten zijn bij het geslacht ingedeeld:
- Peripatus basilensis Brues, 1935[4]
- Peripatus bouvieri Fuhrmann, 1913[5]
- Peripatus broelemanni Bouvier, 1899[6]
- Peripatus danicus Bouvier, 1900[7]
- Peripatus darlingtoni Brues, 1935[4]
- Peripatus dominicae Pollard, 1893[8]
- Peripatus evelinae Marcus, 1937[9]
- Peripatus haitiensis Brues, 1913[10]
- Peripatus heloisae Carvalho, 1941[11]
- Peripatus juanensis Bouvier, 1900[12]
- Peripatus juliformis Guilding, 1826[1]
- Peripatus lachauxensis Brues, 1935[4]
- Peripatus manni Brues, 1913[10]
- Peripatus ruber Fuhrmann, 1913[5]
- Peripatus sedgwicki  Bouvier, 1899[6]
- Peripatus solorzanoi Morera-Brenes & Monge-Nájera, 2010[13]
- Peripatus swainsonae Cockerell, 1893 [14]